# Palestina (područje)
Palestina (egip. P-r-s-t; Peleset, akad. Palaštu, grč. Παλαιστίνη; Palaistine, lat. Palaestina, hebr. פלשׂתינה, arap. فلسطين‎; Filasṭīn) jedan je od naziva za područje između Sredozemnog mora i rijeke Jordan. Pojam Palestina može se odnositi na geografski, povijesni, ali i politički pojam (vidjeti Palestinska autonomija).
Najstariji naziv za navedeno područje bio je Kanaan. Najranije korištenje izraza Palestina datira iz 12. stoljeća pr. Kr. Egipatski faraon Ramzes III. u hramu Medinet Habu spominje svoju pobjedu nad Filistejcima odnosno Narodima s mora (P-r-s-t; Peleset). Asirski kralj Sargon II. u 8. stoljeća pr. Kr. za isti narod, to jest geografsko područje, rabi ime Palashtu ili Pilistu. Naziv Palestina kasnije upotrebljavaju i Grci u geografskom pojmu Sirija Palestina što je helenizirani naziv za zemlju Filistejaca, a Rimljani posebno nakon vladavine rimskog cara Hadrijana koji je kao dio kazne nakon gušenja Drugoga židovskog ustanka provinciji Judeji promijenio ime u Sirija Palestina. U moderno vrijeme Palestina se odnosila i na britanski mandat iako je on originalno pokrivao teritorije današnjeg Izraela, Palestinske samouprave i Jordana, ubrzo je podijeljen na Palestinu i Transjordan kako bi namirili svog saveznika Šarifa od Meke. Od tada se i politički pojam Palestina uvriježio samo za područje zapadno od rijeke Jordan.

## Poveznice
- Povijest Izraela i Palestine
- Palestinska samouprava
- Zastava Palestine

### Ostali projekti
|  | Zajednički poslužitelj ima još gradiva o temi Povijesne karte Bliskog istoka |